# Sixx: A.M.
Sixx: A.M. är ett rockband grundat av Mötley Crüe-basisten Nikki Sixx. De har gjort en skiva vid namn "The Heroin Diaries" baserat på boken med samma namn, skivan släpptes den 21 augusti 2007. Deras debutspelning ägde rum på Crash Mansion i Los Angeles.
Boken Heroin Diaries är baserad på basisten, Nikki Sixxs, drogmissbruk och det träsk han var fångad i 1986 - 1987. Med hjälp av DJ Ashba och James Michael så är nu Sixx:A.M. som ett projekt för att hjälpa personer som fångats i samma problem som Nikki en gång gick igenom.

## Medlemmar
Nuvarande ordinarie medlemmar
- Nikki Sixx – basgitarr, bakgrundssång (2007– )
- James Michael – rytmgitarr, sång, keyboard, trumprogrammering (2007–)
- DJ Ashba – sologitarr, bakgrundssång (2007– )

Turnerande medlemmar

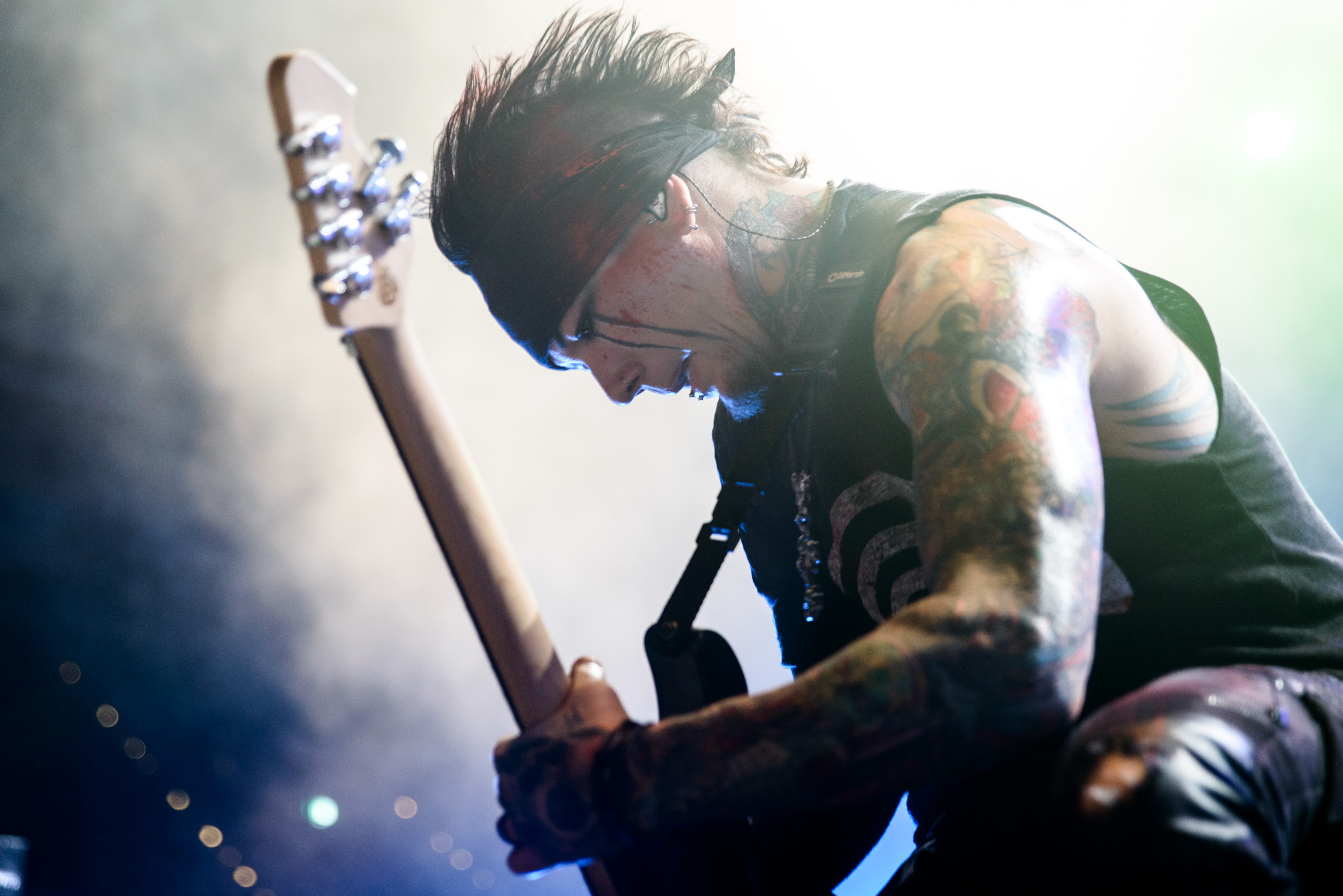
DJ Ashba
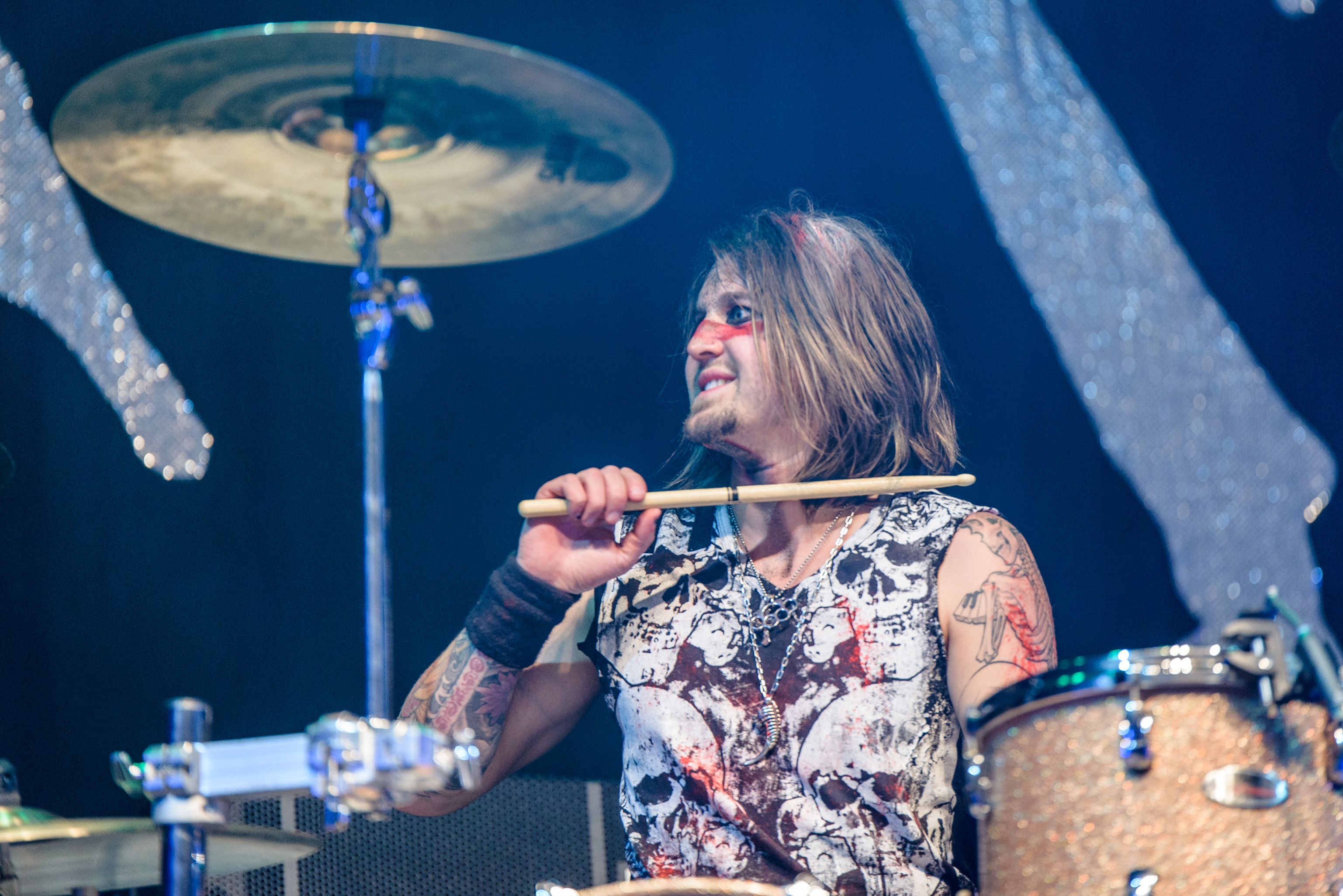
Dustin Steinke – trummor, slagverk (2015– )
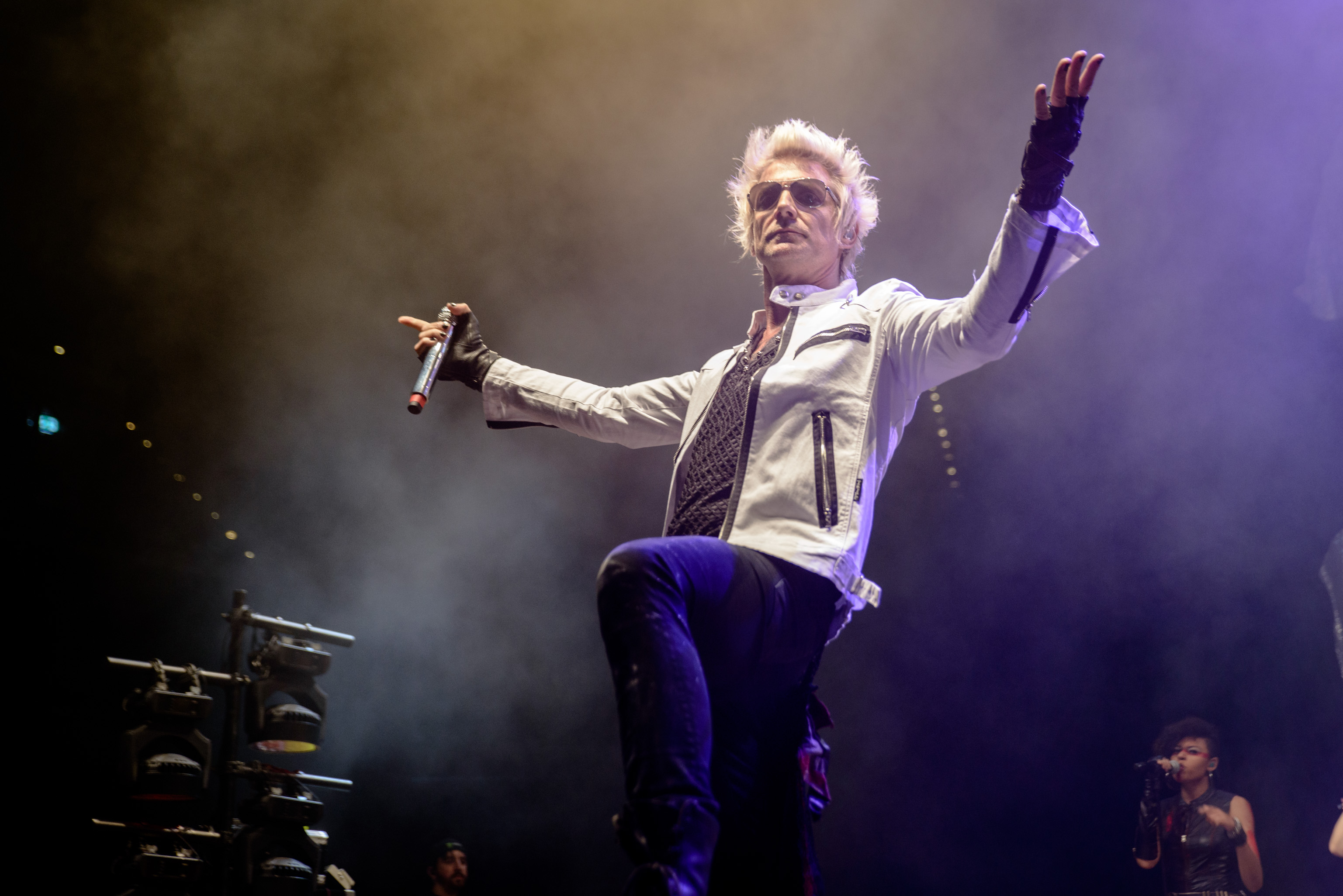
James Michael
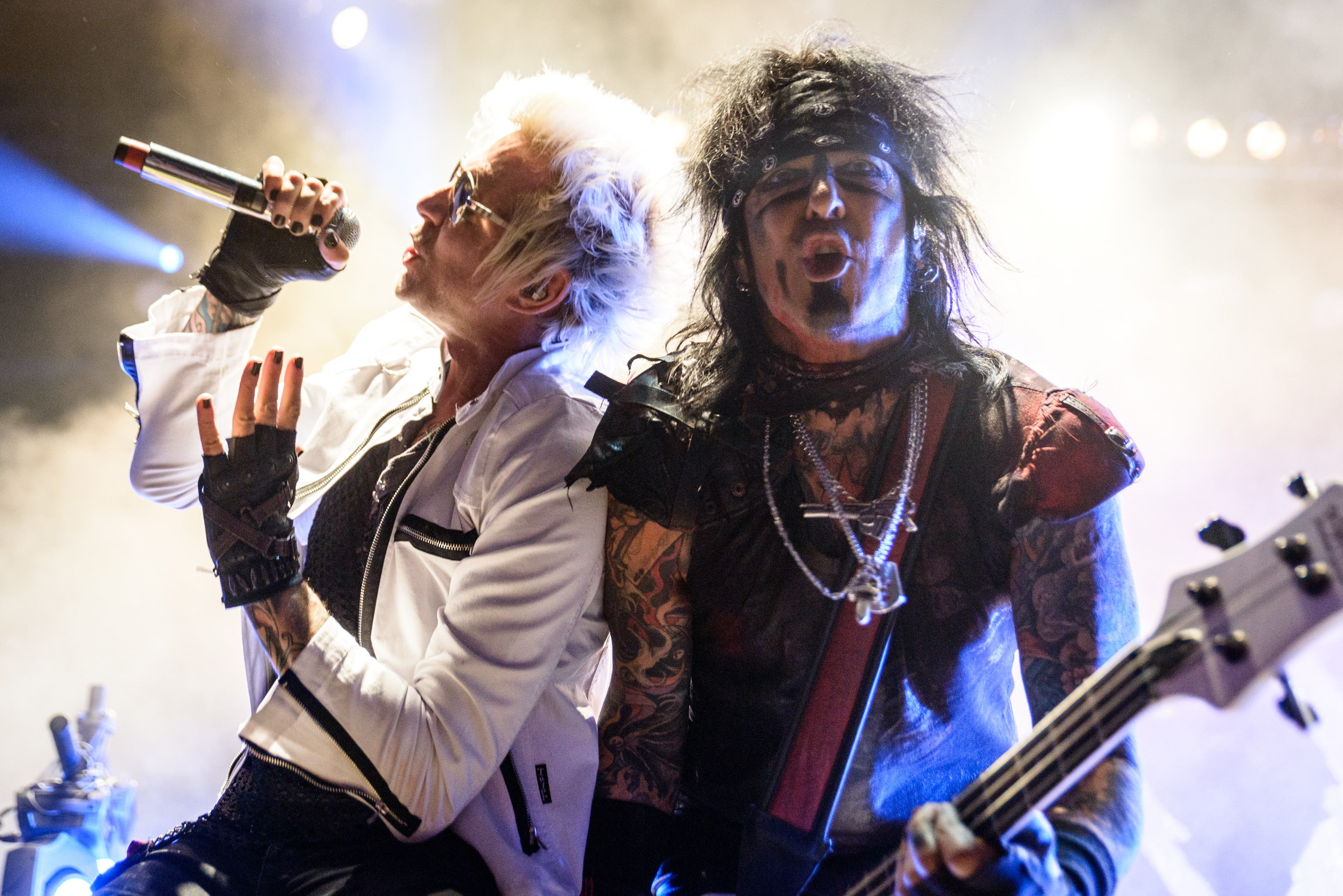
Nikki Sixx

- Melissa Harding – bakgrundssång (2014– )
- Amber Vanbuskirk – bakgrundssång (2015– )

Tidigare turnerande medlemmar
- Glen Sobel – trummor, slagverk (2007)
- Tony Palermo – trummor, slagverk (2008, 2012)
- Jeff Fabb – trummor, slagverk (2015)

Studiomusiker
- Jeff Fabb – trummor, percussion på Modern Vintage (2014)
- Dustin Steinke – trummor, percussion på Prayers for the Damned, Vol. 1 (2016) och Prayers for the Blessed, Vol. 2 (2016)

Bildgalleri
- DJ Ashba
- Dustin Steinke
- James Michael
- Nikki Sixx

## Diskografi
Studioalbum
- 2007 – The Heroin Diaries Soundtrack
- 2011 – This Is Gonna Hurt
- 2014 – Modern Vintage
- 2016 – Prayers for the Damned, Vol. 1
- 2016 – Prayers for the Blessed, Vol. 2

EP
- 2008 – The Heroin Diaries / X-Mas in Hell Mix
- 2008 – Live Is Beautiful
- 2011 – 7

Singlar
- 2007 – "Life Is Beautiful"
- 2008 – "Accidents Can Happen"
- 2008 – "Pray for Me"
- 2008 – "Tomorrow"
- 2011 – "Are You with Me Now"
- 2011 – "This Is Gonna Hurt"
- 2011 – "Lies of the Beautiful People"
- 2014 – "Gotta Get It Right"
- 2014 – "Stars"
- 2015 – "Drive"
- 2016 – "Rise"
- 2016 – "We Will Not Go Quietly"